# Östnor
Östnor är en ort i Mora kommun. Orten räknades till 2015 som en separat tätort och ingår därefter som en del av tätorten Mora.

## Befolkningsutveckling
| Befolkningsutvecklingen i Östnor 1960–2010 | Befolkningsutvecklingen i Östnor 1960–2010 | Befolkningsutvecklingen i Östnor 1960–2010 | Befolkningsutvecklingen i Östnor 1960–2010 | Befolkningsutvecklingen i Östnor 1960–2010 |
| ------------------------------------------ | ------------------------------------------ | ------------------------------------------ | ------------------------------------------ | ------------------------------------------ |
|                                            |                                            |                                            |                                            |                                            |
| År                                         |                                            |                                            | Folkmängd                                  | Areal (ha)                                 |
| 1960                                       | 1960                                       |                                            | 553                                        |                                            |
| 1965                                       | 1965                                       |                                            | 571                                        |                                            |
| 1970                                       | 1970                                       |                                            | 533                                        |                                            |
| 1975                                       | 1975                                       |                                            | 479                                        |                                            |
| 1980                                       | 1980                                       |                                            | 416                                        |                                            |
| 1990                                       | 1990                                       |                                            | 371                                        | 111                                        |
| 1995                                       | 1995                                       |                                            | 515                                        | 123                                        |
| 2000                                       | 2000                                       |                                            | 521                                        | 123                                        |
| 2005                                       | 2005                                       |                                            | 523                                        | 124                                        |
| 2010                                       | 2010                                       |                                            | 534                                        | 125                                        |
| Anm.: Ingår från 2015 i tätorten Mora      |                                            |                                            |                                            |                                            |

## Näringsliv
Östnor har en omfattande industri, främst kniv-, vattenkrans- och isborrstillverkning. Här tillverkas bland annat morakniven. Ostnor AB (tidigare FM Mattsson och Mora Armatur) har sitt huvudkontor här.

## Personer från orten
Den niofaldige vasaloppssegraren Nils "Mora-Nisse" Karlsson bodde i byn i hela sitt liv.
Från Östnor var även den förste vasaloppssegraren från Mora, Anders Ström.

## Fotogalleri

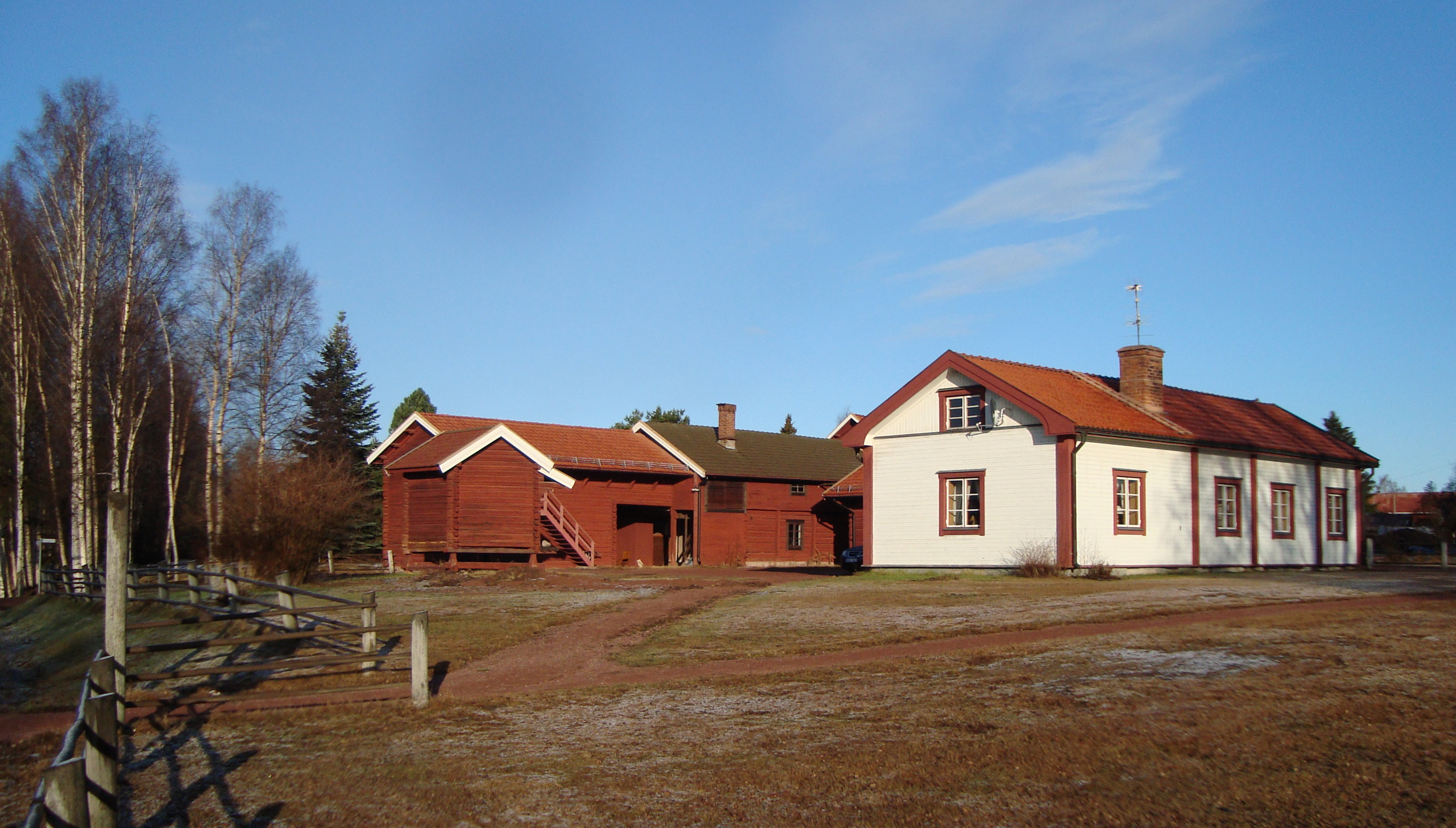
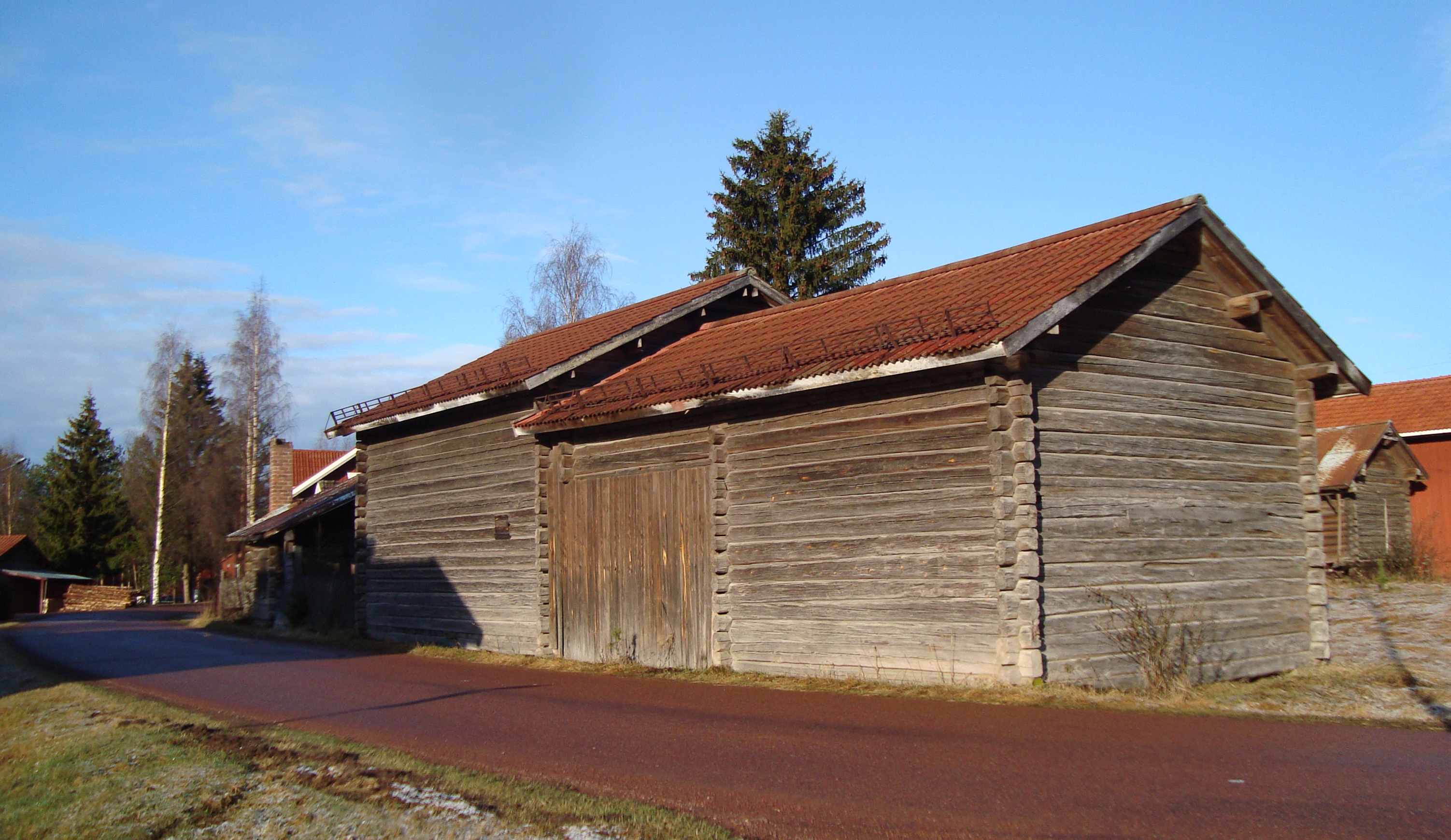
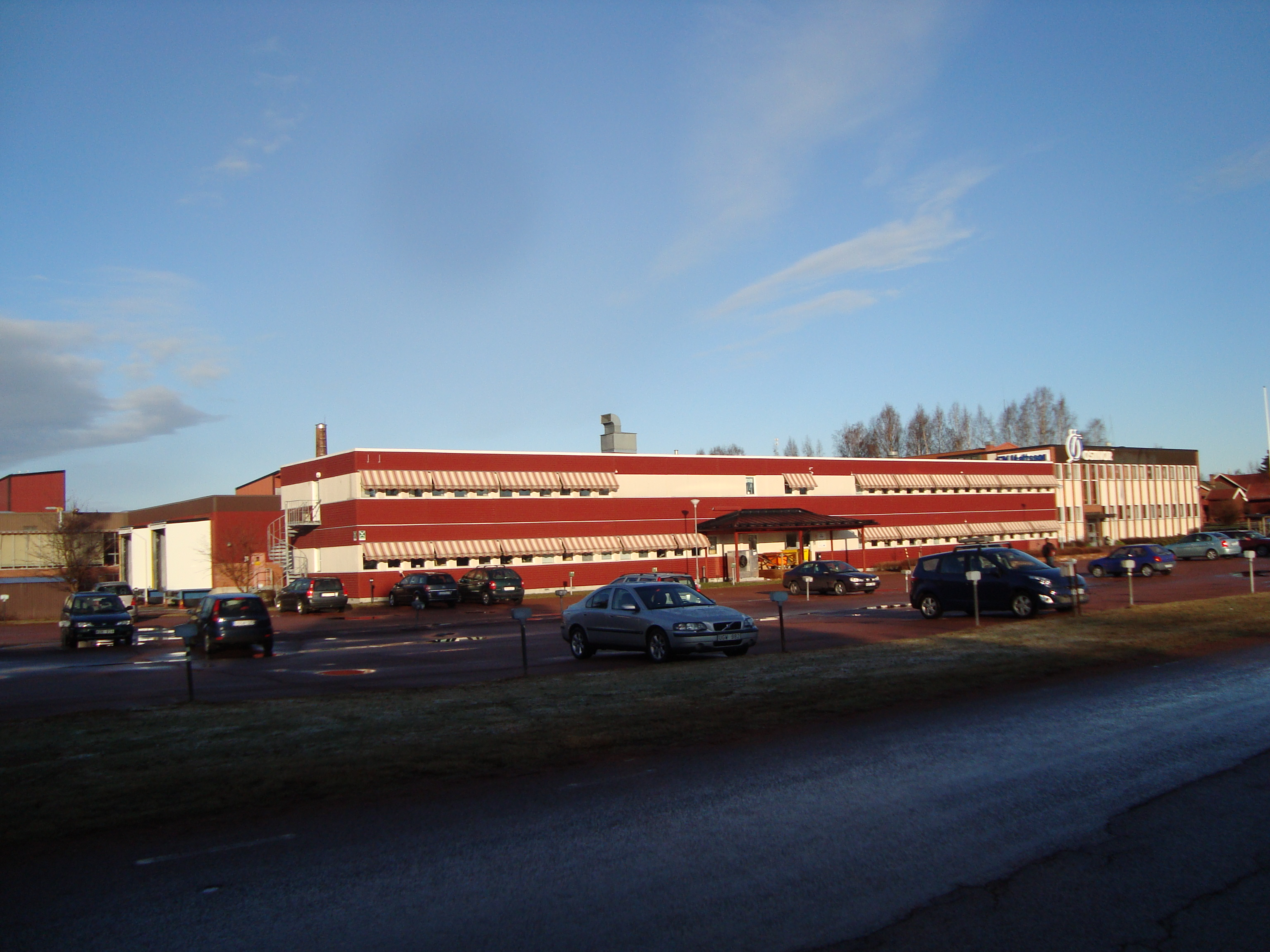
Ostnor AB/FM Mattsson.
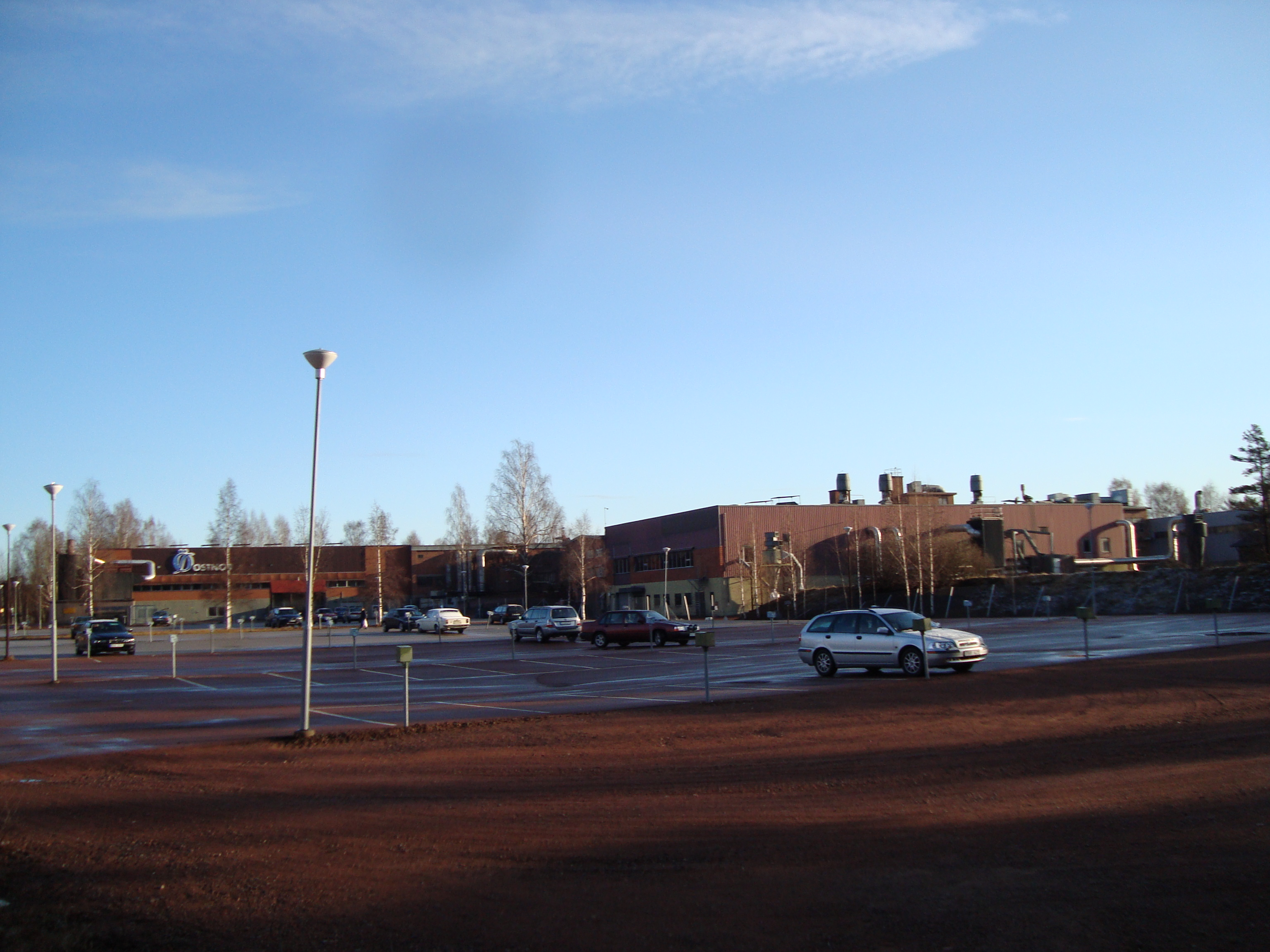
Ostnor AB/Mora Armatur.